# Marigny-l'Église
 Marigny-l'Église  es una población y comuna francesa, situada en la región de Borgoña, departamento de Nièvre, en el distrito de Clamecy y cantón de Lormes.

## Demografía
| 491 | 456 | 408 | 377 | 347 | 301 |
| Para los censos de 1962 a 1999 la población legal corresponde a la población sin duplicidades (Fuente: INSEE [Consultar]) |     |     |     |     |     |